# طبیعت بی‌جان (فیلم ۲۰۱۳)
«طبیعت بی‌جان» (انگلیسی: Still Life (2013 film)) یک فیلم به کارگردانی اوبرتو پازولینی است که در سال ۲۰۱۳ منتشر شد.

## بازسازی
یک نسخه ژاپنی از این فیلم با عنوان «من ماکیموتو هستم»، قرار است در سپتامبر ۲۰۲۲ اکران شود.